# Murina
Pour les articles homonymes, voir Murina (homonymie).
 (février 2023).
Si vous disposez d'ouvrages ou d'articles de référence ou si vous connaissez des sites web de qualité traitant du thème abordé ici, merci de compléter l'article en donnant les références utiles à sa vérifiabilité et en les liant à la section « Notes et références ».
Genre
Murina est un genre de chauves-souris, de la famille des Vespertilionidés.

## Liste des espèces
- Murina aenea
- Murina aurata
- Murina cyclotis
- Murina florium
- Murina fusca
- Murina grisea
- Murina harrisoni
- Murina huttoni
- Murina leucogaster
- Murina puta
- Murina rozendaali
- Murina silvatica
- Murina suilla
- Murina tenebrosa
- Murina tubinaris
- Murina ussuriensis